# Route des bœufs du Häme
La route des bœufs du Häme  (finnois : Hämeen Härkätie) est une route touristique allant de Turku à Hämeenlinna en Finlande,,. 

## Histoire
Hämeen Härkätie est une ancienne route commerciale entre Turku et Hämeenlinna datant du IXe siècle. 
Son parcours a pu être reconstitué du XVIe siècle à nos jours. 
On dit que son nom vient du fait que les paysans de la région du Häme sont passés à l'utilisation de bœufs au XVIIe siècle, exaspérés par la réquisition répétitive et forcée des chevaux par la couronne. 
La route entre Hämeenlinna à Lahti et plus à l'Est jusqu'au Salpausselkä s'appelait Ylinen Viipurintie (route haute de Viipuri). La route alternative  Alinen Viipurintie (route basse de Viipuri) allant de Turku jusqu'à Viipuri en longeant la côte du golfe de Finlande est connue sous le nom de Kuninkaantie. 
La route des boeufs et la route haute de Viipuri composait ensemble une liaison  stratégiquement importante reliant le château de Turku avec le château du Häme et le château de Viipuri.
Au Moyen Âge, la route des boeufs était aussi une route importante de pèlerinage, reliant la cathédrale de Turku, l'église Saint-Jacques de Renko et l'église de la Sainte-Croix de Hattula.
La direction des musées de Finlande a classé la route parmi les sites culturels construits d'intérêt national en Finlande et comme paysage précieux à l'échelle nationale en Finlande.

## Parcours
Le tracé de la route des bœufs est connu depuis le XVIe siècle, lorsqu'elle était une route de 167 kilomètres de long qui traversait les villages de Lieto, Tarvasjoki, Marttila, Koski Tl, Somero, les villages Letku et Porras de Tammela ainsi que Renko..
L'itinéraire de la route d'hiver passait par Hattula et Tammela.
La route des bœufs est composée, entre-autres, de tout ou partie des routes de liaison suivantes : 2230, 2250, 12307, 2264, 2810, 2802, 2824, 2831 et 2855.. 
En plus de celles-ci, des tronçons de la route sont des gérés par les municipalités, dont  les rues Hämeenkatu et Vanha Hämeentie à Turku, Vanhalinnantie à Lieto et Kaarina et Härkätie à Hämeenlinna.

## Galerie

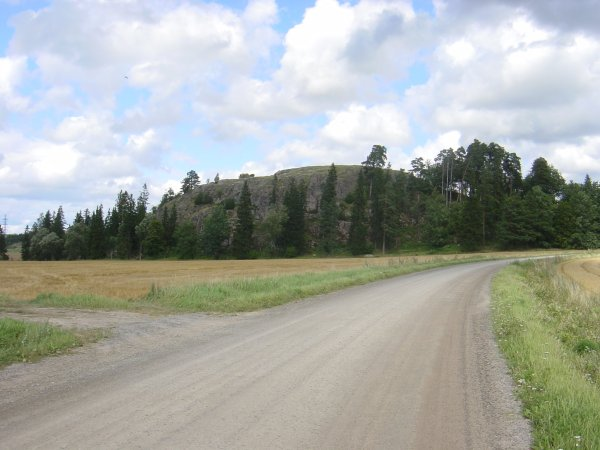
Vanhalinna à Lieto.
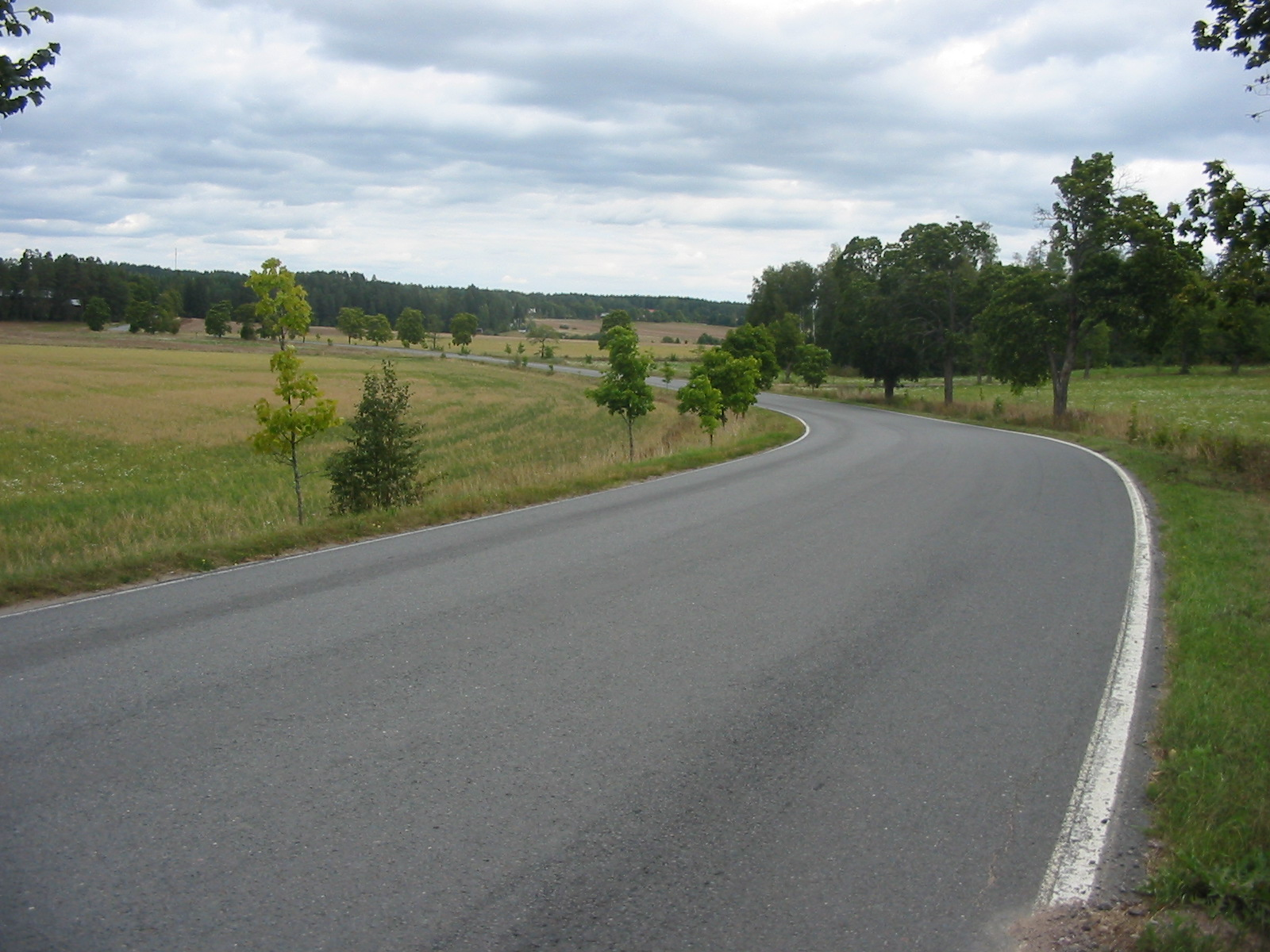
Pitkäjärvi à Somero.
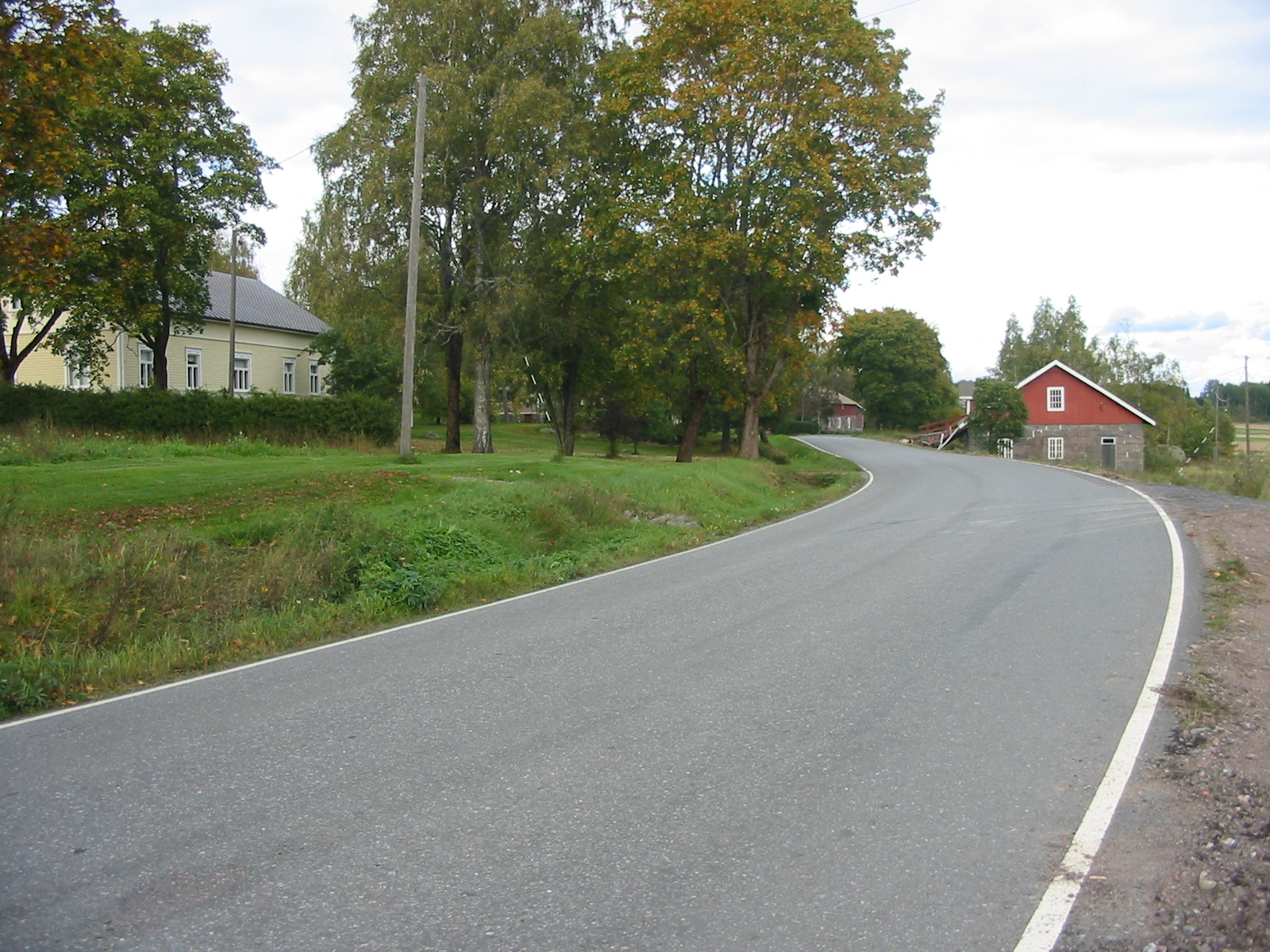
Pajula à Somero.
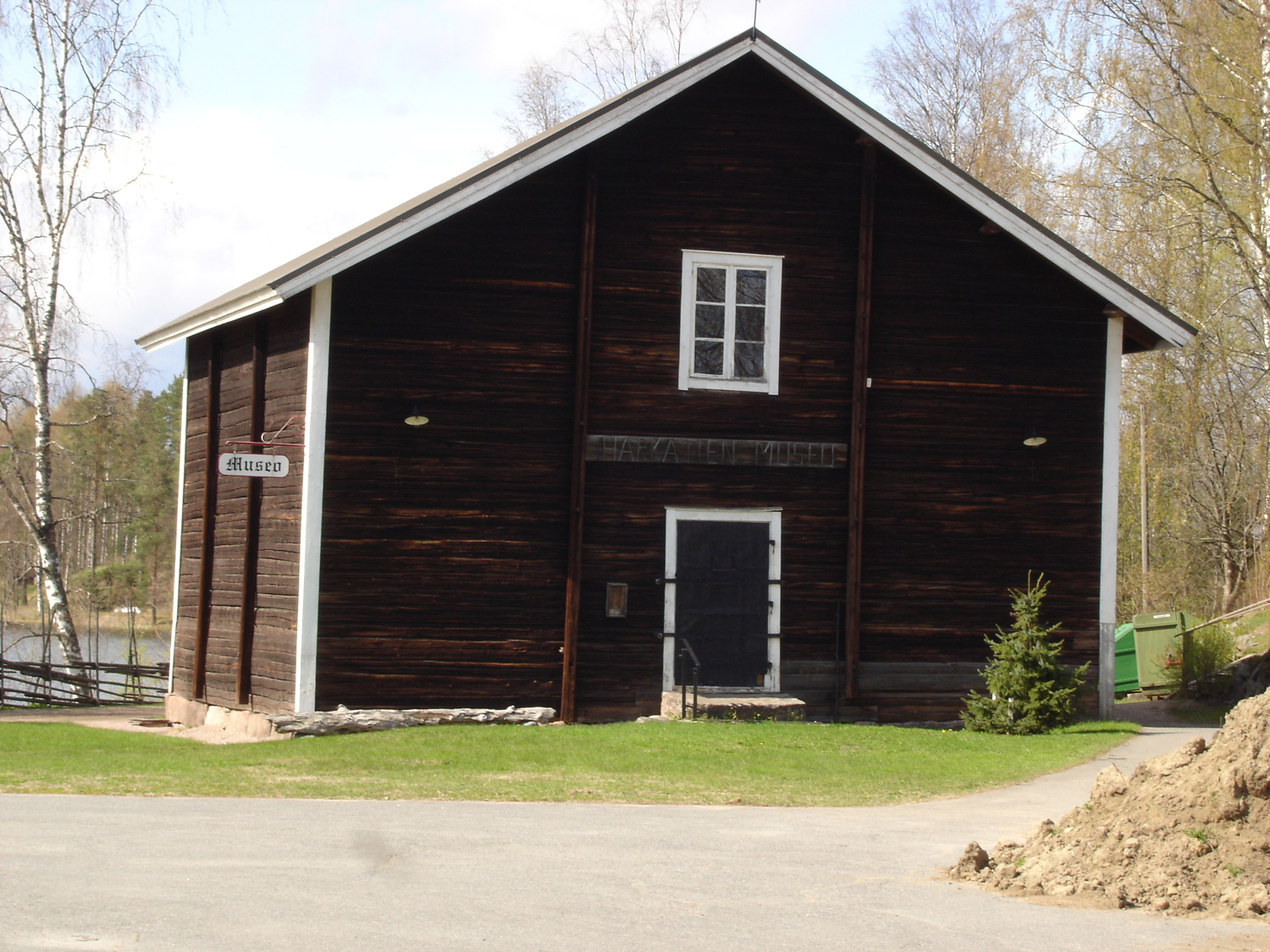
Musée de la route des bœufs à Renko.